# Twenty20 Cup 2014
Der Twenty20 Cup 2014 (aus Sponsoringgründen als NatWest t20 Blast bezeichnet) war die zwölfte Saison der englischen Twenty20-Meisterschaft. Sieger waren die Birmingham Bears, die sich im Finale im Edgbaston Cricket Ground mit 4 Runs gegen die Lancashire Lightning durchsetzten.

## Format
Die 18 First-Class-Counties wurden nach regionalen Gesichtspunkten in zwei Gruppen mit jeweils neun Mannschaften aufgeteilt. In dieser Gruppenphase spielte jede Mannschaft einer Gruppe jeweils zweimal gegen jede andere. Nach dessen Abschluss qualifizierten sich die ersten vier einer Gruppe für die Viertelfinale. Die Halbfinale wurden dann zusammen mit dem Finale, vermarktet als Finals Day, an einem Tag ausgetragen.

## Gruppenphase

### North Division
| North Division              | Sp. | S  | N  | NR | P  | NRR    |
| --------------------------- | --- | -- | -- | -- | -- | ------ |
| Lancashire Lightning        | 14  | 10 | 2  | 2  | 22 | +0.846 |
| Nottinghamshire Outlaws     | 14  | 9  | 3  | 2  | 20 | +0.642 |
| Worcestershire Rapids       | 14  | 8  | 4  | 2  | 18 | +0.48  |
| Birmingham Bears            | 14  | 7  | 5  | 2  | 16 | +0.235 |
| Yorkshire Vikings           | 14  | 6  | 5  | 3  | 15 | +0.588 |
| Durham Jets                 | 14  | 5  | 7  | 2  | 12 | +0.106 |
| Northamptonshire Steelbacks | 14  | 4  | 7  | 3  | 11 | -0.899 |
| Leicestershire Foxes        | 14  | 4  | 9  | 1  | 9  | -0.552 |
| Derbyshire Falcons          | 14  | 1  | 12 | 1  | 3  | -1.406 |

### South Division
| South Division             | Sp. | S  | N  | U | NR | Minus- punkte | Tabellen- punkte | NRR    |
| -------------------------- | --- | -- | -- | - | -- | ------------- | ---------------- | ------ |
| Essex Eagles               | 14  | 10 | 4  | 0 | 0  | 0             | 20               | +0.401 |
| Surrey                     | 14  | 9  | 5  | 0 | 0  | 0             | 18               | +0.426 |
| Hampshire                  | 14  | 9  | 5  | 0 | 0  | 0             | 18               | +0.136 |
| Glamorgan                  | 14  | 6  | 5  | 1 | 2  | 0             | 15               | +0.145 |
| Somerset                   | 14  | 6  | 7  | 0 | 1  | 0             | 13               | -0.107 |
| Kent Spitfires             | 14  | 6  | 7  | 1 | 0  | 0             | 13               | -0.229 |
| Sussex Sharks              | 14  | 6  | 8  | 0 | 0  | 0             | 12               | -0.022 |
| Gloucestershire Gladiators | 14  | 5  | 7  | 0 | 2  | 2             | 10               | -0.362 |
| Middlesex Panthers         | 14  | 2  | 11 | 0 | 1  | 0             | 5                | -0.457 |

## Playoffs

### Viertelfinale
| 1. August Scorecard | Manchester | Lancashire Lightning 137-8 (20) | – | Glamorgan 136-7 (20) |
|                     |            | Lancashire gewinnt mit 1 Run    |   |                      |

| 2. August Scorecard | London | Worcestershire Rapids 141-9 (20) | – | Surrey 144-7 (16.3) |
|                     |        | Surrey gewinnt mit 3 Wickets     |   |                     |

| 2. August Scorecard | Chelmsford | Birmingham Bears 197-2 (20)    | – | Essex Eagles 178-5 (20) |
|                     |            | Birmingham gewinnt mit 19 Runs |   |                         |

| 3. August Scorecard | Nottingham | Nottinghamshire Outlaws 197-2 (20) | – | Hampshire 198-5 (19) |
|                     |            | Hampshire gewinnt mit 5 Wickets    |   |                      |

### Halbfinale
| 23. August Scorecard | Birmingham | Birmingham Bears 194-4 (20)    | – | Surrey 178-7 (20) |
|                      |            | Birmingham gewinnt mit 16 Runs |   |                   |

| 23. August Scorecard | Birmingham | Lancashire Lightning 160-5 (19)             | – | Hampshire 101 (14.1) |
|                      |            | Lancashire gewinnt mit 41 Runs (D/L method) |   |                      |

### Finale
| 23. August Scorecard | Birmingham | Birmingham Bears 181-5 (20)   | – | Lancashire Lightning 177-8 (20) |
|                      |            | Birmingham gewinnt mit 4 Runs |   |                                 |

## Statistiken

### Runs
Die meisten Runs der Saison wurden von den folgenden Spielern erzielt:
| Spieler         | Mannschaft | Innings | Runs | Average | HS   | 100s | 50s |
| --------------- | ---------- | ------- | ---- | ------- | ---- | ---- | --- |
| Jason Roy       | Surrey     | 15      | 677  | 48,35   | 81*  | 0    | 9   |
| Luke Wright     | Sussex     | 14      | 601  | 50,08   | 153* | 2    | 3   |
| Jim Allenby     | Glamorgan  | 13      | 548  | 45,66   | 105  | 1    | 4   |
| Jacques Rudolph | Glamorgan  | 13      | 543  | 60,33   | 75*  | 0    | 6   |
| Tom Westley     | Essex      | 14      | 538  | 44,83   | 109* | 2    | 1   |

### Wickets
Die meisten Wickets der Saison wurden von den folgenden Spielern erzielt:
| Spieler       | Mannschaft | Wickets | Average | BBI  |
| ------------- | ---------- | ------- | ------- | ---- |
| Jeetan Patel  | Birmingham | 25      | 12,96   | 4/19 |
| Dirk Nannes   | Somerset   | 24      | 15,54   | 5/31 |
| Michael Hogan | Glamorgan  | 21      | 19,52   | 3/30 |
| Danny Briggs  | Hampshire  | 21      | 20,71   | 4/28 |
| Kabir Ali     | Lancashire | 20      | 14,95   | 3/19 |